# Voleibol nos Jogos Pan-Africanos
O voleibol é disputado desde a primeira edição dos Jogos Pan-Africanos, realizada em 1965, em Brazzaville, no Congo. No entanto, a versão feminina só foi introduzida na edição de 1978, disputada em Argel, na Argélia. O Egito lidera o quadro de medalhas masculino com seis conquistas, enquanto o Quênia se apresenta como a maior campeã entre as mulheres, com cinco títulos.

## Vencedores

### Masculino

#### Quadro geral
| Ordem | País     | Medalha de ouro | Medalha de prata | Medalha de bronze | Total |
| ----- | -------- | --------------- | ---------------- | ----------------- | ----- |
| 1     | Egito    | 6               | 1                | 3                 | 10    |
| 2     | Camarões | 4               | 1                | 1                 | 6     |
| 3     | Argélia  | 2               | 3                | 2                 | 7     |
| 4     | Tunísia  | 1               | 3                | 1                 | 5     |
| 5     | Nigéria  | 0               | 3                | 2                 | 5     |
| 6     | Congo    | 0               | 1                | 1                 | 2     |
| 6     | Quênia   | 0               | 1                | 1                 | 2     |
| 8     | Senegal  | 0               | 0                | 1                 | 1     |
| 8     | Gana     | 0               | 0                | 1                 | 1     |

### Feminino

#### Quadro geral
| Ordem | País     | Medalha de ouro | Medalha de prata | Medalha de bronze | Total |
| ----- | -------- | --------------- | ---------------- | ----------------- | ----- |
| 1     | Quênia   | 5               | 1                | 4                 | 10    |
| 2     | Argélia  | 3               | 0                | 0                 | 3     |
| 3     | Egito    | 2               | 3                | 2                 | 7     |
| 4     | Nigéria  | 1               | 2                | 1                 | 4     |
| 5     | Camarões | 0               | 4                | 1                 | 5     |
| 6     | Tunísia  | 0               | 1                | 0                 | 1     |
| 7     | Gana     | 0               | 0                | 1                 | 1     |
| 7     | Maurício | 0               | 0                | 1                 | 1     |
| 7     | Marrocos | 0               | 0                | 1                 | 1     |